# 洛溫
51°53′40″N 31°11′24″E / 51.89444°N 31.19000°E
洛溫（烏克蘭語：Ловинь）是位於烏克蘭北部切爾尼希夫州裏切爾尼希夫區的村莊，始建於1648年，面積2.55平方公里，海拔高度134米，2001年人口462，人口密度每平方公里181.2人。